# Холевяна-Гура
Холевяна-Гура (пол. Cholewiana Góra) — село в Польщі, у гміні Єжове Ніжанського повіту Підкарпатського воєводства.
Населення — 990 осіб (2011).
У 1975-1998 роках село належало до Тарнобжезького воєводства.

## Демографія
Демографічна структура станом на 31 березня 2011 року:
|          | Загалом | Допрацездатний вік | Працездатний вік | Постпрацездатний вік |
| -------- | ------- | ------------------ | ---------------- | -------------------- |
| Чоловіки | 486     | 115                | 321              | 50                   |
| Жінки    | 504     | 139                | 273              | 92                   |
| Разом    | 990     | 254                | 594              | 142                  |